# Super Bowl XLIV
A Super Bowl XLIV a 2009-es National Football League bajnoki szezon döntője volt. A meccs a Miamiban található Sun Life Stadiumban, Florida államban került megrendezésre 2010. február 7-én.

## A döntő résztvevői
A két résztvevő a New Orleans Saints és az Indianapolis Colts volt.
A Saints az alapszakaszban 13–3-as teljesítménnyel zárt, és az NFC első kiemeltjeként jutott a rájátszásba. Erőnyerőként csak a konferencia-elődöntőben kapcsolódott be a rájátszásba, ahol otthon a Arizona Cardinals-t verte, később a konferencia-döntőben szintén hazai pályán a második kiemelt Minnesota Vikings ellen győzött, hosszabbítás után. A Saints először játszhatott a Super Bowlért.
A Colts 14–2-es teljesítménnyel végzett az alapszakaszban, így az AFC első kiemeltjeként került a rájátszásba. Erőnyerőként a Colts csak a konferencia-elődöntőben játszott először. Hazai pályán a Baltimore Ravens-t győzte le, majd a konferencia-döntőben újra hazai pályán a New York Jets ellen győzött. A Colts ezt megelőzően három Super Bowlon is részt vett, ebből a 2007-ben nyert. Az első kettőn 1969-ben és 1971-ben még Baltimore Colts néven szerepelt.

## A mérkőzés
A mérkőzést a New Orleans nyerte 31–17-re, és története első NFL-címét szerezte. A mérkőzésnek 106,5 millió nézője volt az Egyesült Államokban, ezzel minden korábbi rekordot megdöntött.
| N | Idő   | Drive | Drive | Drive     | Csapat | Play leírása | Pont   | Pont  |
| N | Idő   | Play  | Yard  | Időtartam | Csapat | Play leírása | Saints | Colts |
| - | ----- | ----- | ----- | --------- | ------ | --- | ------ | ----- |
| 1 | 7:29  | 11    | 53    | 5:53      | Colts  | Mezőnygól. Matt Stover 38 yardról.                                                                                 | 0      | 3     |
| 1 | 0:36  | 11    | 96    | 4:36      | Colts  | Touchdown. Pierre Garçon 19 yardos átadás Peyton Manningtől. Matt Stover jutalomrúgás.                             | 0      | 10    |
|   |       |       |       |           |        | |        |       |
| 2 | 9:34  | 11    | 60    | 6:02      | Saints | Mezőnygól. Garrett Hartley 46 yardról.                                                                             | 3      | 10    |
| 2 | 0:00  | 5     | 26    | 0:35      | Saints | Mezőnygól. Garrett Hartley 44 yardról.                                                                             | 6      | 10    |
|   |       |       |       |           |        | |        |       |
| 3 | 11:41 | 6     | 58    | 3:19      | Saints | Touchdown. Pierre Thomas 16 yardos átadás Drew Breestől. Garrett Hartley jutalomrúgás.                             | 13     | 10    |
| 3 | 6:05  | 10    | 76    | 5:26      | Colts  | Touchdown. Joseph Addai 4 yardos futás. Matt Stover jutalomrúgás.                                                  | 13     | 17    |
| 3 | 2:01  | 8     | 37    | 4:14      | Saints | Mezőnygól. Garrett Hartley 47 yardról.                                                                             | 16     | 17    |
|   |       |       |       |           |        | |        |       |
| 4 | 5:42  | 9     | 59    | 4:57      | Saints | Touchdown. Jeremy Shockey 2 yardos átadás Drew Breestől. Jó kétpontos kísérlet, Drew Brees átadása Lance Moorenak. | 24     | 17    |
| 4 | 3:12  | –     | –     | –         | Saints | Touchdown. Tracy Porter 74 yardos interception visszahordás, Garrett Hartley jutalomrúgás.                         | 31     | 17    |